# Oliver Harvey, 1. Baron Harvey of Tasburgh
Oliver Charles Harvey, 1. Baron Harvey of Tasburgh, GCMG, GCVO, CB (* 26. November 1893; † 29. November 1968) war ein britischer Diplomat und Peer, der unter anderem zwischen 1948 und 1954 Botschafter in Frankreich war.

## Leben
Er war der jüngste Sohn des Sir Charles Harvey, 2. Baronet (1849–1928), aus dessen zweiter Ehe mit Mary Anne Edith Cooke. Nach dem Besuch des renommierten Malvern College begann er ein grundständiges Studium am Trinity College der University of Cambridge, das er mit einem Bachelor of Arts (B.A.) beendete. Während des Ersten Weltkrieges diente er in der British Army und nahm an Kampfeinsätzen in Frankreich, Ägypten und Palästina teil. Für seine militärischen Verdienste wurde er im Kriegsbericht erwähnt (Mentioned in dispatches). Nach Kriegsende trat er 1919 in den diplomatischen Dienst des Außenministeriums (Foreign Office) und wurde nach verschiedenen Verwendungen als Nachfolger von Horace James Seymour 1936 erstmals Erster Privatsekretär des Außenministers (Principal Private Secretary to the Foreign Secretary) und damit engster Mitarbeiter von Anthony Eden beziehungsweise von dessen Nachfolger Edward Wood, 1. Viscount Halifax. Diesen Posten hatte er bis zu seiner Ablösung durch Ralph Stevenson 1939 inne. Für seine Verdienste wurde er 1937 als Companion des Order of St Michael and St George (CMG) ausgezeichnet. Im Anschluss fungierte er von 1939 bis 1940 als Gesandter an der Botschaft in Frankreich.
Nach seiner Rückkehr war Harvey als Nachfolger von Ralph Stevenson zwischen 1941 und seiner Ablösung durch Pierson John Dixon 1943 erneut Erster Privatsekretär von Außenminister Anthony Eden. Danach fungierte er im Außenministerium von 1943 bis 1946 als Leiter der Unterabteilung West- und Mitteleuropa (Assistant Under-Secretary for Foreign Affairs (Western and Central Europe)). Für seine Verdienste wurde er 1944 auch Companion des Order of the Bath (CB) und wurde am 13. Juni 1946 zum Knight Commander des Order of St Michael and St George (KCMG) geschlagen, so dass er fortan den Namenszusatz „Sir“ führte. Er bekleidete von 1946 bis 1948 den Posten als stellvertretender Unterstaatssekretär für Politische Angelegenheiten im Außenministerium (Deputy Under-Secretary for Foreign Affairs (Political)). Am 1. Januar 1948 wurde er zudem zum Knight Grand Cross des Order of St Michael and St George (GCMG) erhoben.
1948 wurde Sir Oliver Harvey Nachfolger von Alfred Duff Cooper als Botschafter in Frankreich und bekleidete dieses Amt bis 1954, woraufhin Gladwyn Jebb seine Nachfolge antrat. Am 8. Juni 1950 wurde er des Weiteren zum Knight Grand Cross des Royal Victorian Order (GCVO) geschlagen. Nach seinem Ausscheiden aus dem diplomatischen Dienst wurde er durch ein Letters Patent vom 3. Juli 1954 mit dem erblichen Titel Baron Harvey of Tasburgh, of Tasburgh in the County of Norfolk, zum Peer erhoben. Er wurde dadurch Mitglied des Oberhauses (House of Lords) und gehörte diesem bis zu seinem Tod am 29. November 1968 an. Beim Tod seines älteren ohne männliche Nachkommen verstorbenen Halbbruders Sir Charles Robert Lambart Edward Harvey, 3. Baronet (1871–1954), erbte er am 15. November 1954 zudem dessen Titel als 4. Baronet, of Crown Point, Trowse, in the County of Norfolk.
Aus seiner am 8. April 1920 geschlossenen Ehe mit Maud Annora Williams-Wynn, Tochter von Arthur Watkin Williams-Wynn und dessen Ehefrau Alice Mary FitzWilliam, gingen zwei Söhne hervor. Der ältere Sohn Peter Charles Oliver Harvey erbte bei seinem Tod seine Titel als 2. Baron und 5. Baronet. Sein zweiter Sohn John Wynn Harvey war als Bildhauer, Maler und Schriftsteller tätig und Vater von Charles John Giuseppe Harvey, der beim Tod seines ohne männlichen Nachkommen verstorbenen Onkels am 18. April 2010 die Titel als 3. Baron und 6. Baronet erbte.